# Offensiv (tidning)

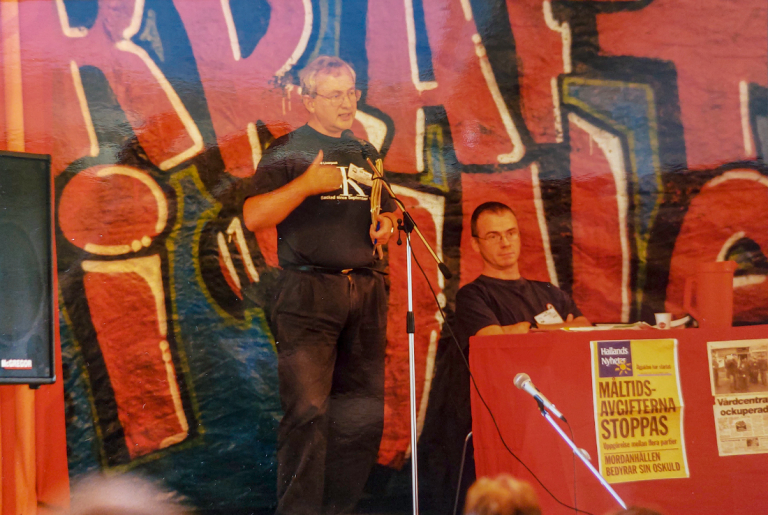
Offensivs redaktör Arne Johansson, 1997

Offensiv är en socialistisk, trotskistisk svensk endagstidning som är partiorgan för Socialistiskt Alternativ (före detta Rättvisepartiet Socialisterna). Tidningen grundades 1973 efter inspiration av den brittiska förebilden Militant för att samla den marxistiska vänstern i Socialdemokraterna och SSU.
Tidningen betecknades först som ’marxistisk tidning inom arbetarerörelsen’ men efter omfattande uteslutningar av tidskriftsföreningens medlemmar från SSU och SAP grundades Arbetarförbundet Offensiv av tidningens sympatisörer och beteckningen ändrades till ’marxistisk tidning för arbetarerörelsen’. När Arbetarförbundet ombildades till partiet Rättvisepartiet Socialisterna blev tidningen partiorgan, men formell utgivare var fortfarande tidskriftsföreningen.
Endagstidning betyder att tidningen är en dagstidning som kommer ut en gång i veckan. Fram till 1997 gavs tidningen ut en gång i månaden. Efter det gamla presstödets upphörande i november 2023 har tidningen lagt om till digital utgivning varje vecka, och utökad papperstidning var tredje.
Arne Johansson var redaktör från starten 1973.

## Utgivning och förlag
Tidningen publicerades 1974 till 1997 med ett nummer per månad, och utkommer sedan dess med ett nummer i veckan. Tidningen publicerades i Umeå av Tidskriftsföreningen Offensiv 1973-1977, sedan i Bromma av Offensiv resten av 1977. Utgivningen flyttades till Stockholm 1977 och tidningen gavs ut där till 1987.
1987 till 1993 blev utgivningsorten Farsta fortsatt med Offensiv som utgivare – 1993 till 1997 med Arbetarförbundet Offensiv som förlag. Efter att tidningen började ges ut en gång i veckan 1997, hette förlaget Rättvisepartiet socialisterna. Senare blev Socialistiskt alternativ förlag för tidningen.
År 2010 hade tidningen en upplaga på 2 400. År 2023 var upplagan 2 000, varav 600 i digitalt format.
Efter avskaffandet av det tidigare mediastödet (även kallat presstöd) i november 2023, har Offensiv ändrat till utgivning i pappersform var tredje vecka, vid sidan av digital utgivning varje vecka. Pappersversionen har i samband med detta utökats från 16 till 24 sidor.
Avskaffandet av presstödet innebär enligt Offensiv en intäktsförlust på 196 000 kronor i månaden, hälften av den tidigare månadsintäkten.